# Ženy v Izraelských obranných silách

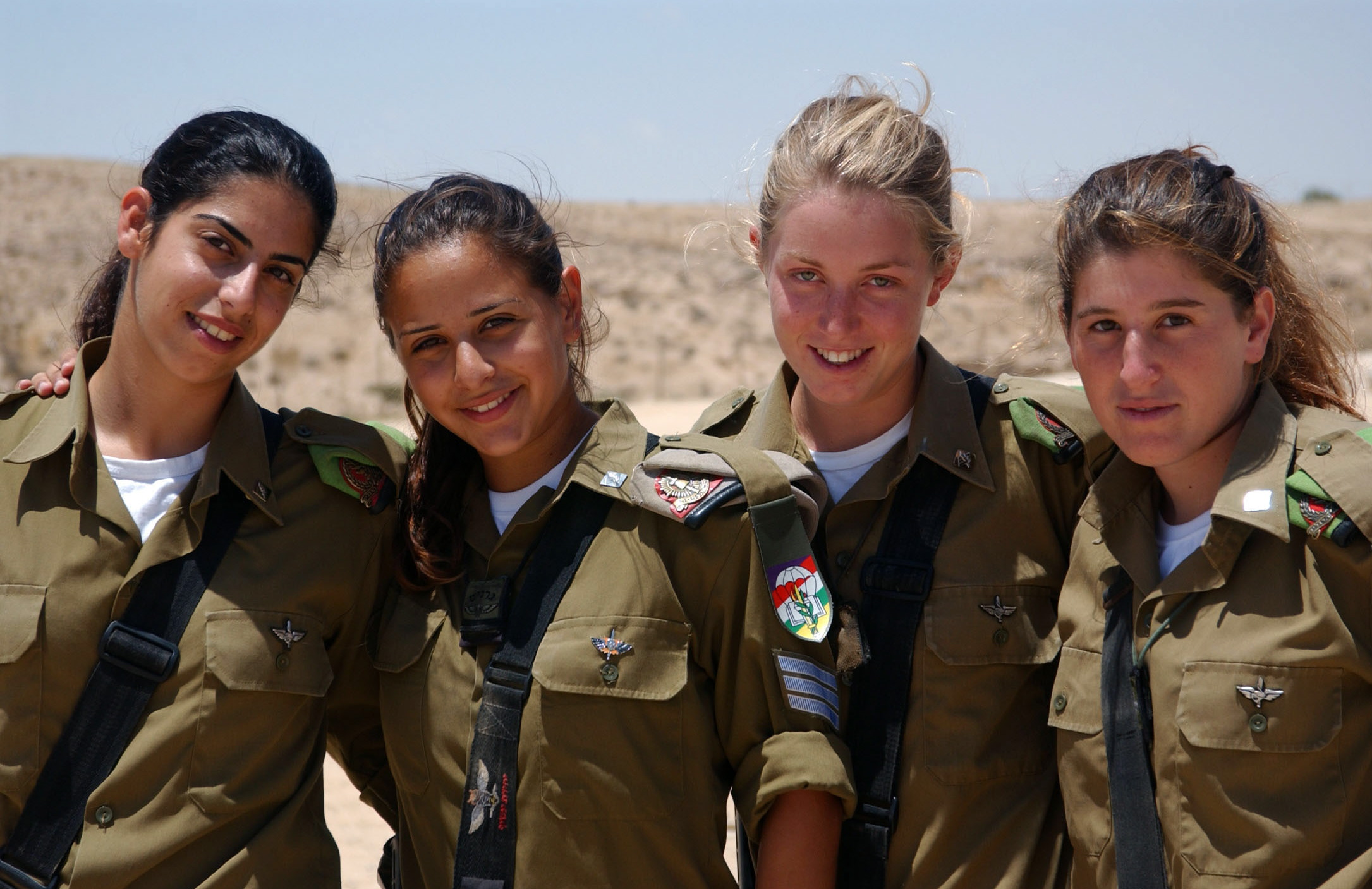
IDF - příslušnice pěchoty

Ženy v Izraelských obranných silách jsou plnohodnotnými příslušnicemi Izraelských obranných sil (hebrejsky: צְבָא הַהֲגָנָה לְיִשְׂרָאֵל,  Cva ha-hagana le-Jisrael, anglicky: Israel Defense Forces, IDF), přičemž Izrael je tak jedinou zemí na světě, která má zavedenu všeobecnou brannou povinnost i pro osoby ženského pohlaví. Ženy, zastávající rozličné posty v pozemních, námořních a vzdušných silách, jsou jejich nedílnou součástí od vzniku samotného státu Izrael v roce 1948 a v současnosti tvoří 33 % z celkového počtu příslušníků IDF a přibližně 51 % z celkového počtu důstojníků. Novela zákona o vojenské službě, vydaná v roce 2000, potvrzuje rovnoprávnost žen v IDF takto: „Práva žen, zastávajících jakoukoli roli v IDF, jsou ekvivalentní k právům mužů.“ V současné době je 88 až 92% všech volných armádních pozic otevřeno pro ženské kandidáty.
Izraelské ženy dříve sloužily v tzv. Ženských armádních sborech (anglicky Women's Army Corps), všeobecně známých pod akronymem „Chen“. Po absolvování pětitýdenního výcviku sloužily jako úřednice, řidičky armádních vozů, sociální pracovnice, zdravotní sestry, řídící letového provozu, pracovnice v zásobování, instruktorky výcviku aj.